# 孤蝮鯙
孤蝮鯙，又稱孤蛇鱔，為輻鰭魚綱鰻鱺目鯙亞目鯙科的其中一種，分布於大西洋區，包括亞松森群島、巴哈馬群島至加勒比海，中東太平洋的夏威夷群島海域，棲息深度13-54公尺，本魚頭部紅色，身體棕色，吻長，體側扁，體長可達20.9公分，為底棲性魚類，生活在珊瑚礁、岩礁區，屬肉食性，生活習性不明。

## 擴展閱讀
維基物種上的相關：孤蝮鯙